# Geldmuseum der Deutschen Bundesbank

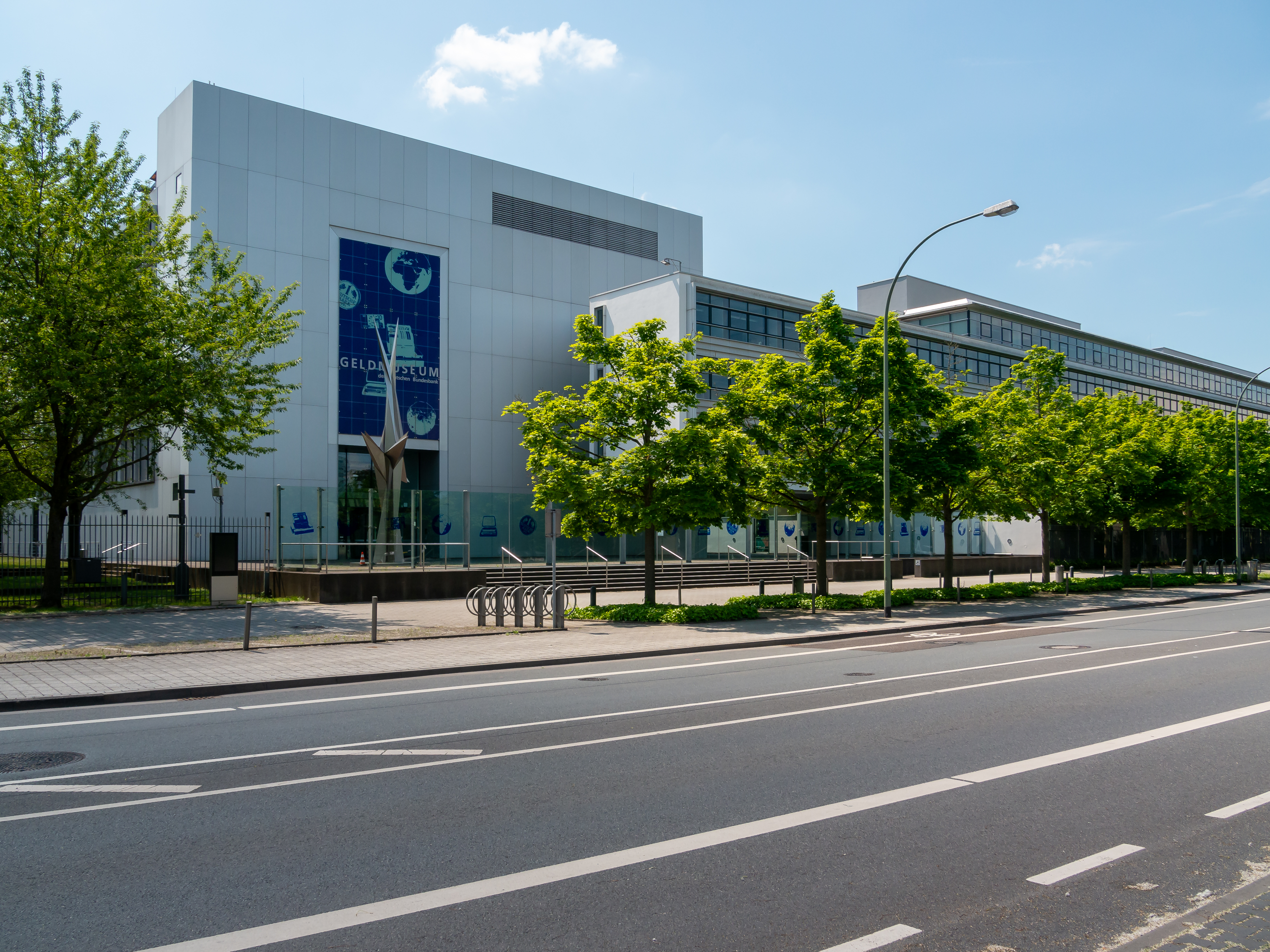
Eingang des Geldmuseums

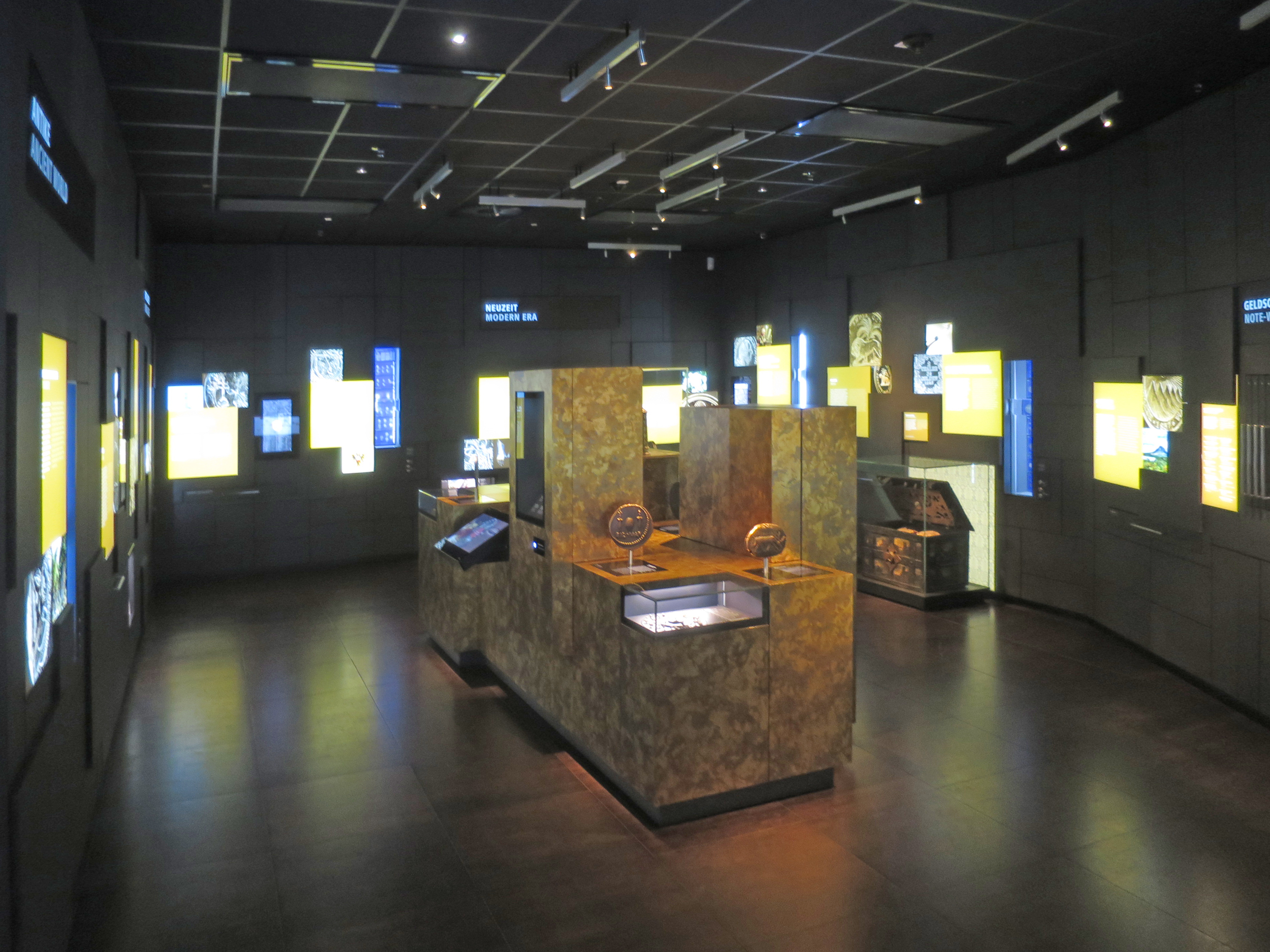
Geldkabinett

Das Geldmuseum der Deutschen Bundesbank in Frankfurt am Main ist eine Einrichtung der Deutschen Bundesbank und befindet sich an deren Sitz in Frankfurt-Bockenheim.

## Geschichte
Bereits die Deutsche Reichsbank hatte umfangreiche Bestände an Gold- und Silbermünzen sowie Papiergeld gesammelt. 1935 wurden diese als Reichsbankmuseum der Öffentlichkeit in Berlin präsentiert. Diese Sammlung der Reichsbank wurde, soweit sie die Kriegswirren überstand, durch die Alliierten beschlagnahmt. 1954 gelangte sie in den Besitz der Bank deutscher Länder, des Vorgängers der Deutschen Bundesbank.
Das Geldmuseum der Deutschen Bundesbank eröffnete 1999 und wurde von 2014 bis Ende 2016 modernisiert. Dabei wurde die Ausstellungsfläche durch einen Anbau von 600 auf 1.000 m² erweitert.

## Sammlung

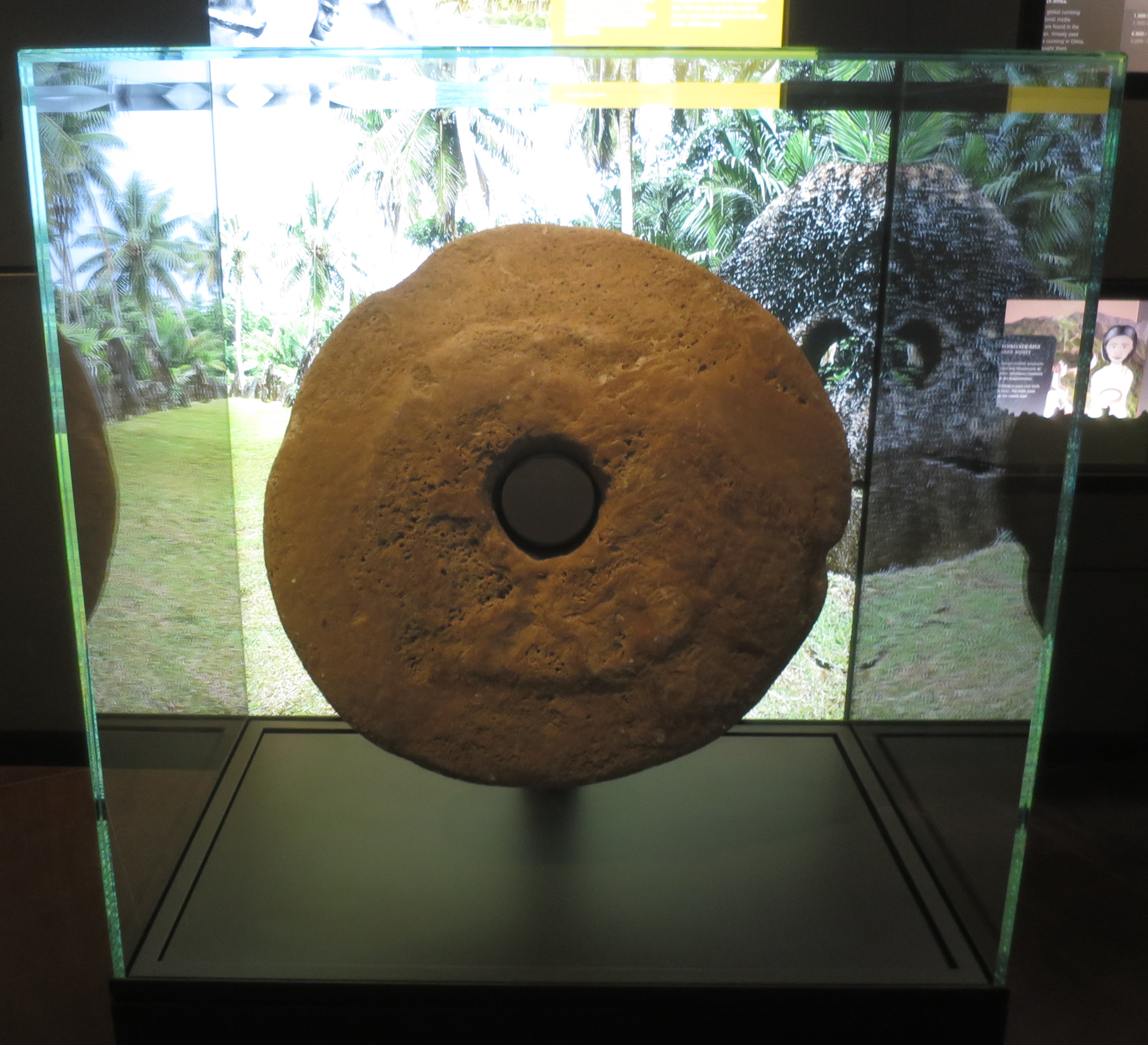
Rai-Steinplatte von den Yap-Inseln

Die Münzsammlung der Bundesbank umfasst etwa 90.000 Münzen von der Antike bis zur Gegenwart und 260.000 Banknoten aus aller Welt. Weitere Teile der Sammlung sind „Wertgegenstände“, die in historischer Zeit oder in anderen Kulturen Geldfunktion übernommen haben – von Kaurischnecken über Kakaobohnen bis zu einer Rai-Steinplatte von den Yap-Inseln.

## Ausstellung
Das Geldmuseum der Deutschen Bundesbank will grundlegendes Wissen über Geld und die Aufgaben der Deutschen Bundesbank vermitteln. Zur Gestaltung des Museums gehören auch 60 interaktive Medienstationen.

### Rundgang

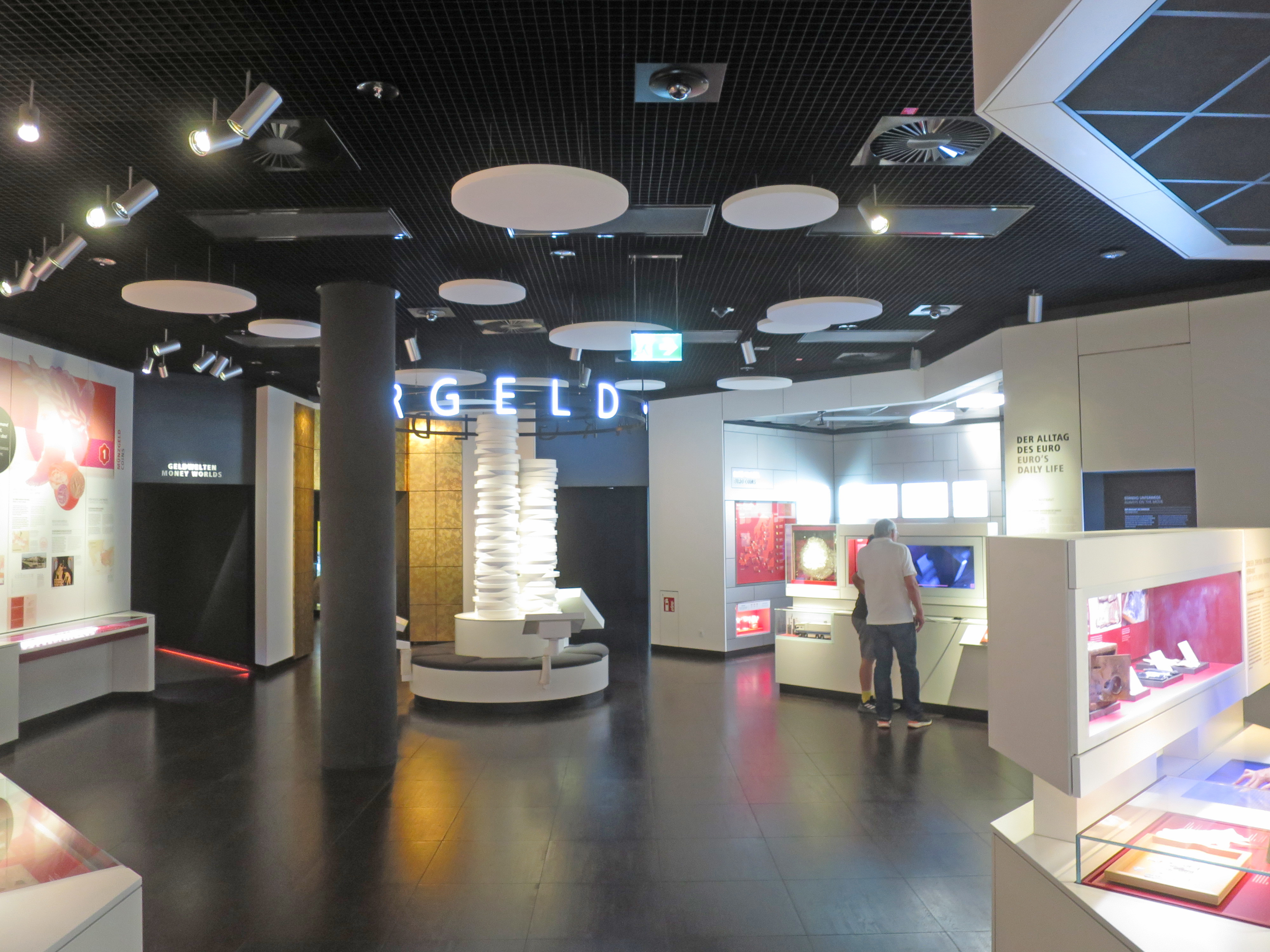
Ausstellungsraum zum Bargeld

Die Ausstellung gliedert sich in vier Bereiche, die das übergeordnete Thema jeweils historisch und aktuell in einzelnen Themenblöcken beleuchten:
- Bargeld
  - Gezeigt werden die Entstehung des Geldes, der Münzen, des Papiergeldes und auch des Falschgeldes. Weiter werden hier Fakten zum derzeit in Deutschland umlaufenden Bargeld, dem Euro, präsentiert, insbesondere zu der Gestaltung der Banknoten und Münzen und deren Herstellung. Weitere Themen sind die Bargeldversorgung der Öffentlichkeit durch die Deutsche Bundesbank und das Erkennen von Falschgeld.[5]
  - Das Geldkabinett zeigt historische Zahlungsmittel von der Antike bis ins 20. Jahrhundert, auch des außereuropäischen Bereichs, etwa aus China oder die Rai-Steinplatte von den Yap-Inseln. Hier wird auch „Der Weg zur Deutschen Mark“ vorgestellt, „Geldscheine der Superlative“ und „exotische“ Zahlungsmittel.[6]
- Buchgeld
  - Die Ausstellung zeigt die historische Entwicklung des Buchgeldes[7] und Aspekte zum aktuellen Umgang mit Buchgeld, was eine Kartenzahlung oder eine Überweisung im Hintergrund an Vorgängen auslöst, zur Buchgeldschöpfung, deren Grenzen und der Bankenaufsicht.[8]
  - Die Präsentation „Sprache des Geldes“ zeigt die Entstehung des Buchgeldes in Italien und Europa im Mittelalter und in der Renaissance.[9]
- Geldpolitik
  - Die historischen Aspekte befassen sich mit den Fragen, wie Geldwert entsteht, wie er erhalten wird (oder auch nicht) und die Entstehung und die Rolle der Zentralbanken. Hier werden Inflation und Deflation sowie ihre Auswirkungen auf die Wirtschaft erklärt.[10] Die aktuellen Aspekte umfassen die Kaufkraft des Geldes und wie sie anhand eines „Warenkorbs“ gemessen wird[11] sowie die Instrumente, die der Geldpolitik zur Verfügung stehen.[12]
  - Als besonders einschneidendes Ereignis in der deutschen Geschichte ist der Inflation von 1914 bis 1923 ein eigener Raum gewidmet.[13]
  - Ein zweiter Raum stellt die Geschichte der deutschen Zentralbanken von der Gründung der Reichsbank über die Bank deutscher Länder und die Deutsche Notenbank (ab 1968: Staatsbank der DDR) zur Deutschen Bundesbank dar.[14]

- Geld global
  - Hier geht es um das Wechselspiel der global zahlreichen Währungen von der Zeit des beginnenden Kolonialismus bis in die Gegenwart.[15] Als jüngstes Beispiel einer internationalen Währungskrise wird die Weltfinanzkrise 2007–2008 erläutert.[16] Aus der Gegenwart werden Wechselkurse, Währungsreserven und Goldreserven vorgestellt.[17] Weiter erläutert werden die Akteure der internationalen Zusammenarbeit im Geldbereich, G20, G7, Internationaler Währungsfonds (IWF), Finanzstabilitätsrat (FSB), Bank für Internationalen Zahlungsausgleich (BIZ), Europäischer Ausschuss für Systemrisiken (ESRB), Rat der EU-Wirtschafts- und Finanzminister (ECOFIN) und Europäische Zentralbank (EZB).[18]
  - Ein eigener Raum ist dem Weg zur Europäischen Wirtschafts- und Währungsunion gewidmet.[19]
- Die Ausstellungsräume gruppieren sich um ein 360°-Kino, in dem Filme zum Thema gezeigt werden.[20]
- Am Ende des Rundgangs wird auf einem Großbildschirm eine neue Entwicklung zum Thema „Geld“ präsentiert.[21]

### Highlights
- Ein Glanzstück der Ausstellung ist ein römischer Aureus, den Marcus Iunius Brutus prägen ließ, und der die Ermordung Gaius Julius Cäsars verherrlicht.[22] Von dieser Münze sind weltweit nur drei Exemplare bekannt. Sie wird im Geldkabinett gezeigt. → Hauptartikel: EID MAR-Münze
- Besucher können einen Goldbarren der deutschen Währungsreserve anfassen. Er wiegt 12,495 kg, besteht zu 99,99 % aus Gold[23] und ist etwa 1,16 Mio. Euro wert.[Anm. 1] Der Barren steht im Bereich „Geld global“.
- In Glaswänden – und so beidseitig zu betrachten – können Besucher etwa 170 aktuell gültige Banknoten aus der ganzen Welt ansehen. Sie werden im Bereich „Geld global“ gezeigt.[24]

## Wissenswert

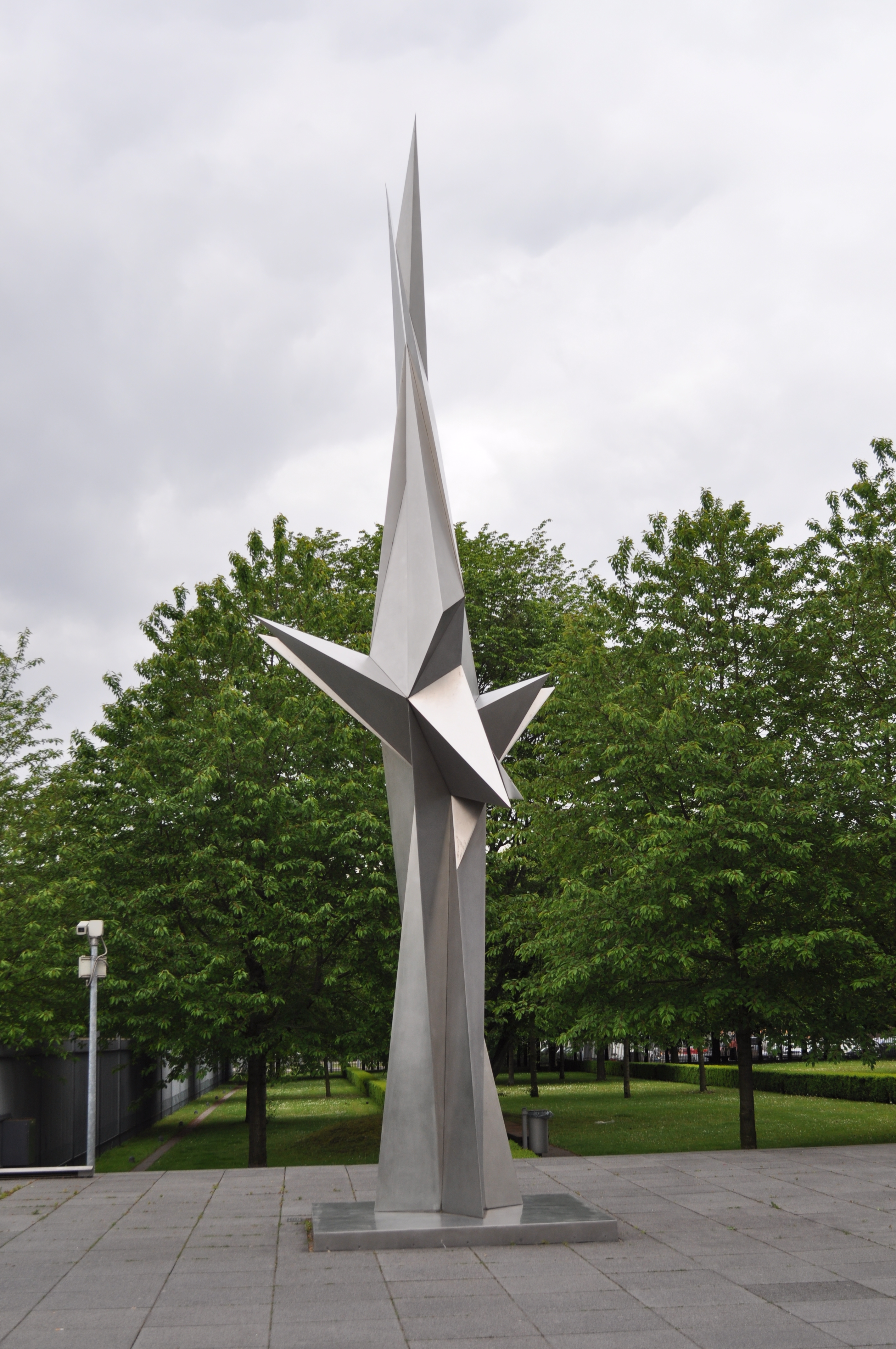
Skulptur von Erich Hauser

Der Eintritt in das Museum ist frei.
Das Museumsgebäude ist barrierefrei. Im gleichen Gebäude ist auch die Zentralbibliothek der Deutschen Bundesbank beheimatet.
Vor dem Museumsgebäude ist eine Großskulptur von Erich Hauser aufgestellt.